# Axel Pehrsson-Bramstorp
Axel Alarik Pehrsson-Bramstorp (født Axel Alarik Pehrsson; 19. august 1883 i Ystad, død 19. februar 1954 i Trelleborg) var en svensk landmand og politiker.
Pehrsson-Bramstorp var Sveriges statsminister fra juni til september 1936 og herefter landbrugsminister fra 1936 til 1945. Han var desuden partileder for parti Bondeförbundet fra 1934 til 1949.